# Judith Rakers
Judith Deborah Rakers (Paderborn, 6 gennaio 1976) è una giornalista e conduttrice televisiva tedesca.

## Biografia
Judith Rakers è cresciuta a Bad Lippspringe con suo padre, il fisioterapista Hermann Rakers. Sua madre, Kunigunde Rakers, è una designer di interni. Dopo essersi diplomata al Pelizaeus-Gymnasium di Paderborn, Rakers ha studiato giornalismo e scienze della comunicazione, filologia tedesca e storia moderna e contemporanea presso la Westfälische Wilhelms-Universität di Münster dal 1995 al 2001. Allo stesso tempo, ha lavorato come conduttrice radiofonica per le stazioni locali della NRW Radio Hochstift e Antenne Münster fino al 2001.
Dall'11 gennaio 2004 al 17 gennaio 2010, Rakers ha ospitato l'Hamburg Journal sull'emittente Norddeutscher Rundfunk. Dal 15 agosto 2005,  è conduttrice del Tagesschau. Tiene i notiziari dei programmi Tagesthemen, Morgenmagazin e Mittagsmagazin così come le edizioni notturne del Tagesschau sul canale Das Erste del gruppo televisivo ARD. Ha letto per la prima volta l'edizione principale del Tagesschau il 18 marzo 2008-

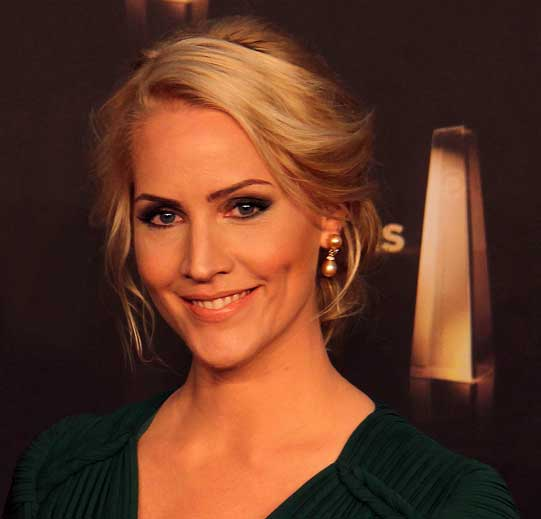
Rakers nel 2012 al Deutscher Fernsehpreis

Oltre al Tagesschau, Rakers modera il talk show di Radio Bremen 3 nach 9. Dopo una prima apparizione come ospite il 9 luglio 2010, il 3 settembre 2010 è diventatata  presentatrice permanente accanto a Giovanni di Lorenzo. Judith Rakers ha anche presentato i quattro episodi del programma di consulenza ARD Kriminalreport, prodotto da agosto a dicembre 2018. La rivista Medium ha scelto Rakers come uno dei 100 giornalisti del 2010. Nei sondaggi rappresentativi, Rakers è stata votata la presentatrice di notizie e la conduttrice di talk show più popolare della Germania.
Nel maggio 2011 ha condotto l'Eurovision Song Contest 2011 tenutosi a Düsseldorf, insieme a Stefan Raab e Anke Engelke e ha ricevuto il German Television Award 2011 nella categoria "Best Entertainment".
Dall'agosto 2013 modera il programma televisivo Top Flops su NDR. Dal 2014 al 2017 ha presentato il programma televisivo Pleiten, Pech und Pannen di Bayerischer Rundfunk.
Dal 2014, Rakers si occupa di argomenti socialmente critici nella sua serie di reportage per la televisione NDR ("Destiny homeless", "Destiny poverty trap", "Destiny homeless", "Last chance women's prison", "Refugees as vicini", "Flight Refugee Child", "Together on the Last Journey") mostrando anche  il fascino di altri paesi e regioni. Modera anche la serie Inselreportagen con Judith Rakers per NDR. 
Dal 2021 Rakers modera le notizie quotidiane su tagesschau24. Dall'agosto 2021 è presentatrice permanente dello spettacolo WDR Wunderschön!. Dalla primavera del 2022 modera anche il podcast Homefarming - Renditi delizioso a casa! 

## Vita privata
Nel 2009 ha sposato l'economista immobiliare Andreas Pfaff. Il matrimonio è finito con il divorzio nel 2017. 
Rakers vive in una fattoria vicino ad Amburgo e si dedica all'autosufficienza. È un'appassionata motociclista.
Coautrice del libro News Journalism e di un saggio con altri studenti nel volume Visual Propaganda in the First World War, ha scritto anche per diversi quotidiani e pubblicazioni specializzate.